# نيلسون مارتينيز (لاعب كرة قدم)
نيلسون مارتينيز (بالإنجليزية: Nelson Martinez)‏ هو لاعب كرة قدم أمريكي في مركزي الوسط والدفاع، ولد في 3 مارس 2001 في ودبريدغ في الولايات المتحدة. لعب مع لودون يونايتد.